# 小行星2065
小行星2065（{2065 Spicer）是一颗围绕太阳公转的小行星。1959年9月9日，印第安纳大学在摩根县发现了此天体。
該小行星以美國人類學家愛德華·H·斯派塞命名。
这颗小行星的绝对星等为66.72805等。